# مونيكا بيرغاميلي
مونيكا بيرغاميلي (بالإيطالية: Monica Bergamelli)‏ هي متسابقة جمباز فني إيطالية ولدت في يوم 24 مايو 1984 في مدينة بيرغامو وفازت بميداليتين ذهبية وبرونزية في بطولة العالم.